# Théorème du papillon
Ne doit pas être confondu avec le lemme de Zassenhaus ou  « lemme du papillon » .

Figure du théorème du papillon

Le théorème du papillon est un théorème de la géométrie euclidienne. Son nom provient de la similitude entre la disposition des deux triangles (voir figure) et les ailes d'un papillon.

## Énoncé
Théorème du papillon — Soit M le milieu d'une corde arbitraire [PQ] d'un cercle. Quatre autres cordes sont tracées : [AB] et [CD] passant par M, puis les cordes [AD] et [BC], ces deux dernières intersectant la corde [PQ] en X et Y respectivement. Alors, {\displaystyle MX=MY}.

## Historique
Ce théorème est une question posée en 1803 par le mathématicien écossais William Wallace. Trois solutions ont été donnée en 1804 et 1805. Actuellement, on dispose d'au moins une vingtaine de démonstrations différentes.

## Démonstration
Les notations sont celles de la figure et correspondent à l'énoncé ci-dessus.
On nomme {\displaystyle X_{1}} le pied de la hauteur issue de X dans le triangle AXM. De même on nomme {\displaystyle X_{2}} pied de la hauteur issue de X dans le triangle DXM, {\displaystyle Y_{1}} pied de la hauteur issue de Y dans le triangle BYM et {\displaystyle Y_{2}} pied de la hauteur issue de Y dans le triangle CYM.
On remarque alors que les triangles {\displaystyle MXX_{1}} et {\displaystyle MYY_{1}} sont semblables car {\displaystyle {\widehat {MX_{1}X}}={\widehat {MY_{1}Y}}} (ce sont des angles droits) et {\displaystyle {\widehat {X_{1}MX}}={\widehat {Y_{1}MY}}} car ils sont opposés par le sommet ; d'où : {\displaystyle {\frac {MX}{XX_{1}}}={\frac {MY}{YY_{1}}}}.
De même {\displaystyle MXX_{2}} est semblable à {\displaystyle MYY_{2}} et {\displaystyle {\frac {MX}{XX_{2}}}={\frac {MY}{YY_{2}}}}.
On procède de la même manière pour les triangles semblables {\displaystyle AXX_{1}} et {\displaystyle CYY_{2}} sachant que {\displaystyle {\widehat {XAX_{1}}}={\widehat {YCY_{2}}}} car ces angles interceptent le même arc (voir Théorème de l'angle inscrit et de l'angle au centre) ; d'où : {\displaystyle {\frac {AX}{XX_{1}}}={\frac {CY}{YY_{2}}}}.
De même {\displaystyle DXX_{2}} est semblable à {\displaystyle BYY_{1}} et {\displaystyle {\frac {DX}{XX_{2}}}={\frac {BY}{YY_{1}}}}.
On a donc :
{\displaystyle \left({\frac {MX}{MY}}\right)^{2}={\frac {XX_{1}}{YY_{1}}}\cdot {\frac {XX_{2}}{YY_{2}}}}
{\displaystyle ={\frac {AX\cdot DX}{CY\cdot BY}}}
{\displaystyle ={\frac {PX\cdot QX}{PY\cdot QY}}} (voir Puissance d'un point par rapport à un cercle)
{\displaystyle ={\frac {(PM-MX)(QM+MX)}{(PM+MY)(QM-MY)}}}
{\displaystyle ={\frac {PM^{2}-MX^{2}}{PM^{2}-MY^{2}}}} car {\displaystyle PM=QM}.
Ainsi {\displaystyle MX^{2}=MY^{2}} et, comme ce sont des longueurs, {\displaystyle MX=MY}.
Ainsi, {\displaystyle M} est bien le milieu du segment {\displaystyle [XY]}.